# Christian Pedersen Horrebow
Christian Pedersen Horrebow (Kopenhagen, 15 april 1718 – aldaar, 19 september 1776) was een Deense astronoom uit de 18e eeuw. Hij was een zoon van Peder Nielsen Horrebow, die hij als directeur van het observatorium van de Universiteit van Kopenhagen opvolgde. Het observatorium bevond zich destijds in Rundetårn. 
Op 25 oktober 1754 trad hij in het huwelijk met Anna Barbara Longhorn (1735-1812). Gedurende academiejaar 1768-1769 was hij rector van de universiteit.
Hij was een van eersten die wees op de periodiciteit van de zonnevlekken.
Horrebow nam de vermeende maan Neith waar, toen hij de overgang van de planeet Venus in de periode 1766-1768 bestudeerde. 